# Enric Pladevall-Vila
 (mai 2014).
Enric Pladevall est un sculpteur catalan né à Vic (Catalogne, Espagne) en 1951.

## Biographie
Enric Pladevall est né à Vic en 1951. Il se forme à l'école de Vic puis en 1968 poursuit ses études à l'Ecole de Beaux-Arts de Barcelone. Il développe un travail de sculpture très prolifique et reconnu avec plusieurs prix. Sa trajectoire artistique se consolide autant dans le domaine national qu'international. 
Son travail est présent dans les espaces publics en Catalogne (à Barcelone, Vic, Manresa, Reus, El Prat de Llobregat et Gérone), et aussi en États-Unis ou en Corée. Quelques œuvres publiques parmi les plus importantes sont Androgyne Planet, au Centennial Olympic Park d'Atlanta et L'arbre de la Vida au CosmoCaixa de Barcelone. Nombre de ses sculptures font également partie des collections de plusieurs musées et entités privées, tel que le Musée d'art contemporain de Barcelone, le Musée d'art contemporain de Madrid (es), le Musée d'art contemporain de Cuenca, la Fundació Juan March, le Lehigh Art Galleries Museum de Pennsylvanie, l'Atlanta History Center ou l'Urban Redevelopment Authority Collection à Singapour.

## Œuvres publiques
- Gran Fus, Fondation Joan-Miró de Barcelone (1988)
- Organic Presence, Spanish Sculpture Park de Kwangju, Corée (2001)
- L'Arbre de la Vida, musée CosmoCaixa de Barcelone (2004)

## Expositions
- 1990 : Lehigh University Art Galleries, Pennsylvanie
- 1991 : Ruth Siegel Gallery, New York
- 1994 : Fort Canning Centre, Singapour
- 1996 : Anima Gallery, Adélaïde (Australie)
- 1997 : Gallery 101, Melbourne
- 1998 : Knysna Fine Arts, Afrique du Sud
- 1998 : Galerie Maeght de Barcelone
- 2001 : Galerie Maeght de Barcelone
- 2001 : Galerie Llucià Homs, Barcelone
- 2007 : Galerie No+Art (Gérone)

## Galerie

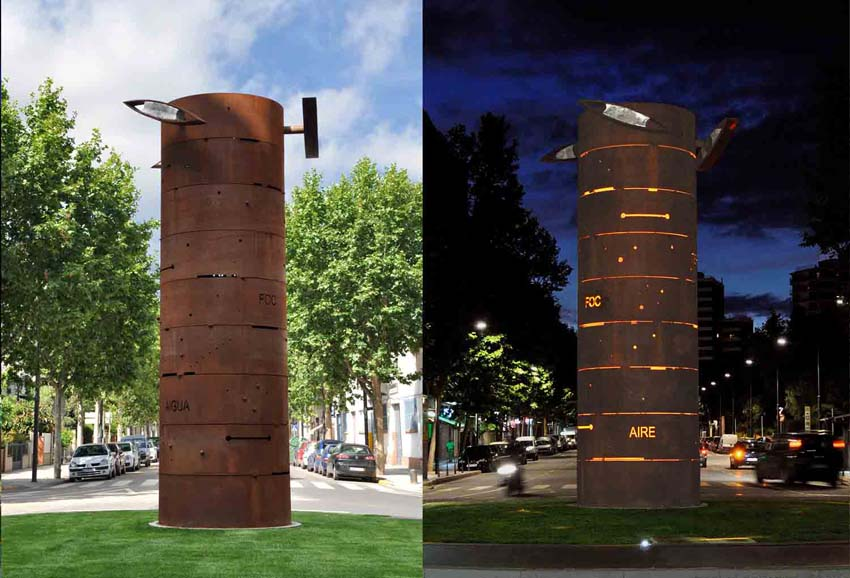
Constalació. Fer, zinc et pierre. Hommage à Joan Vinyoli (Reus)
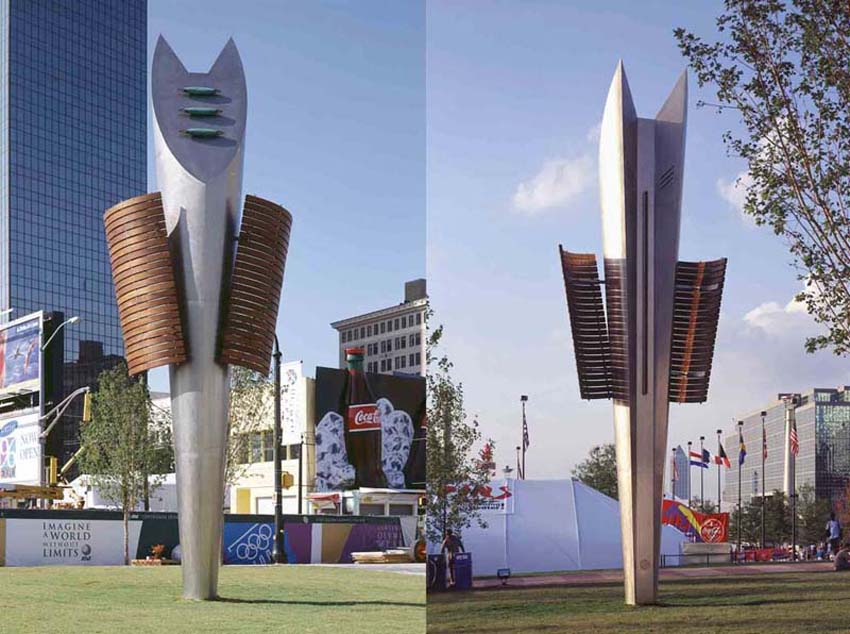
Androgyne planet. Acier inoxydable, bois et bronze 9 m. Centennial Olympic Park (Atlanta)
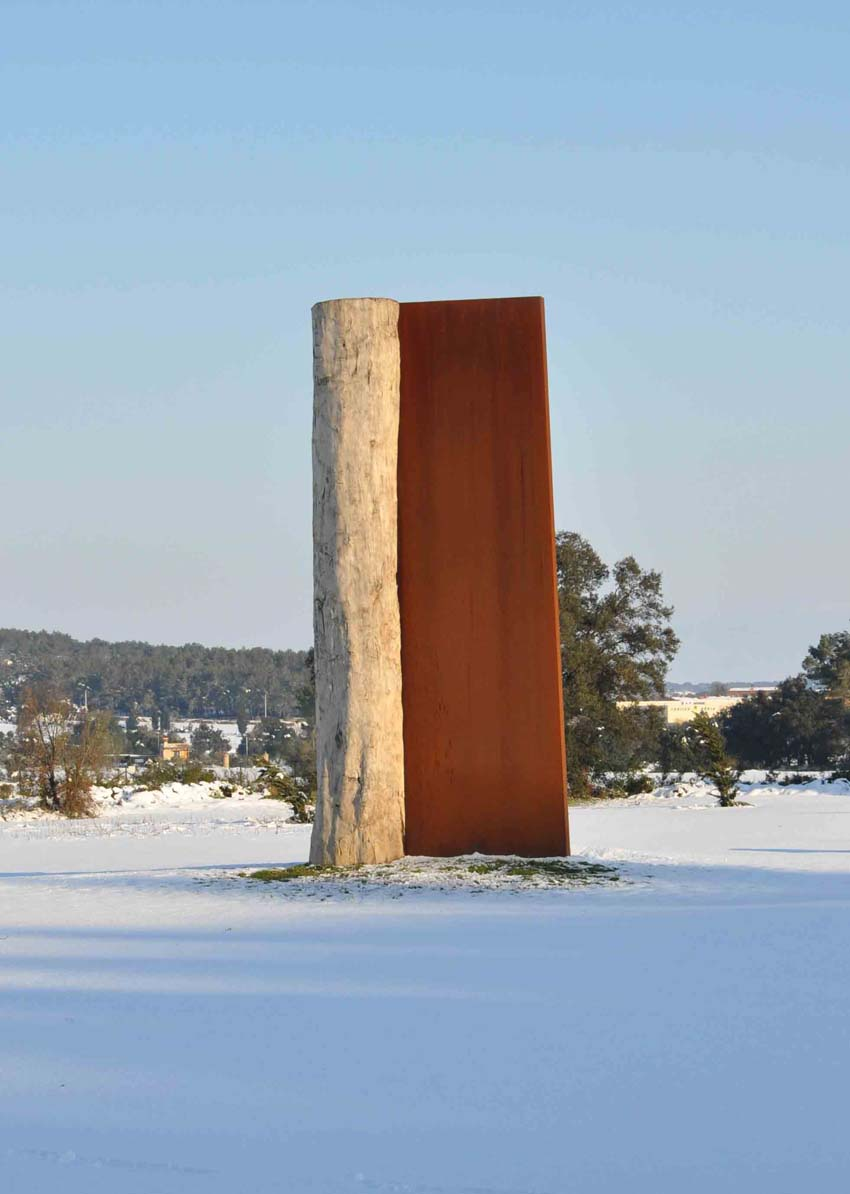
Tità Amantis, à Ventalló
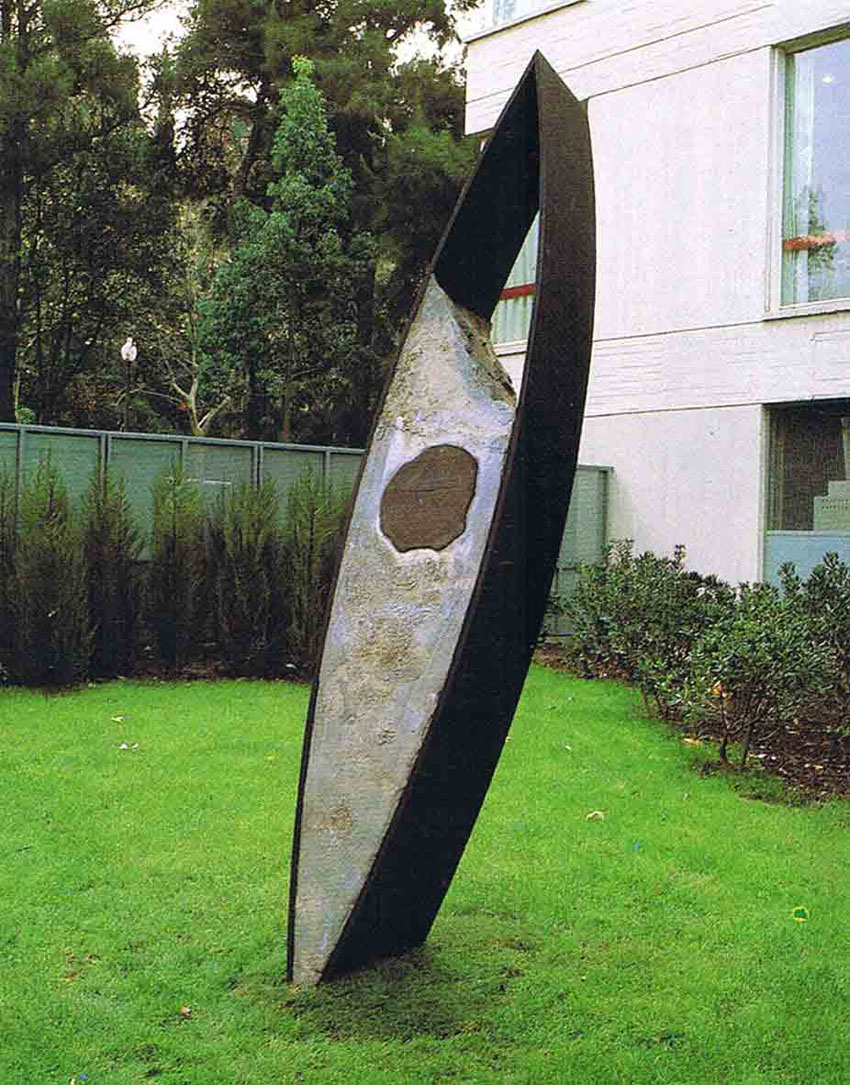
Gran fus, au Jardin des sculptures à côté a la Fundació Joan Miró
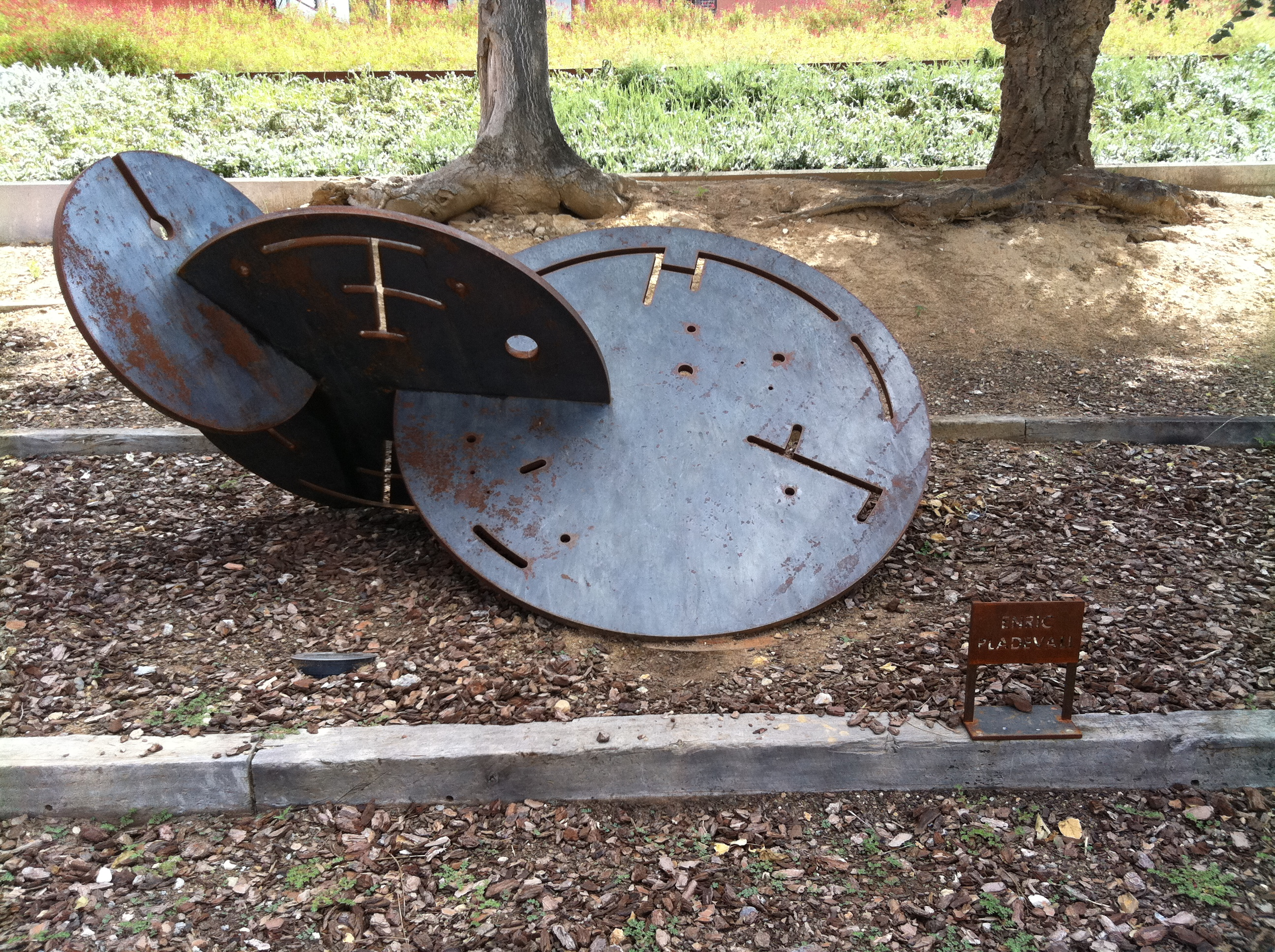
Jardin de sculptures Place Can Mario de Palafrugell
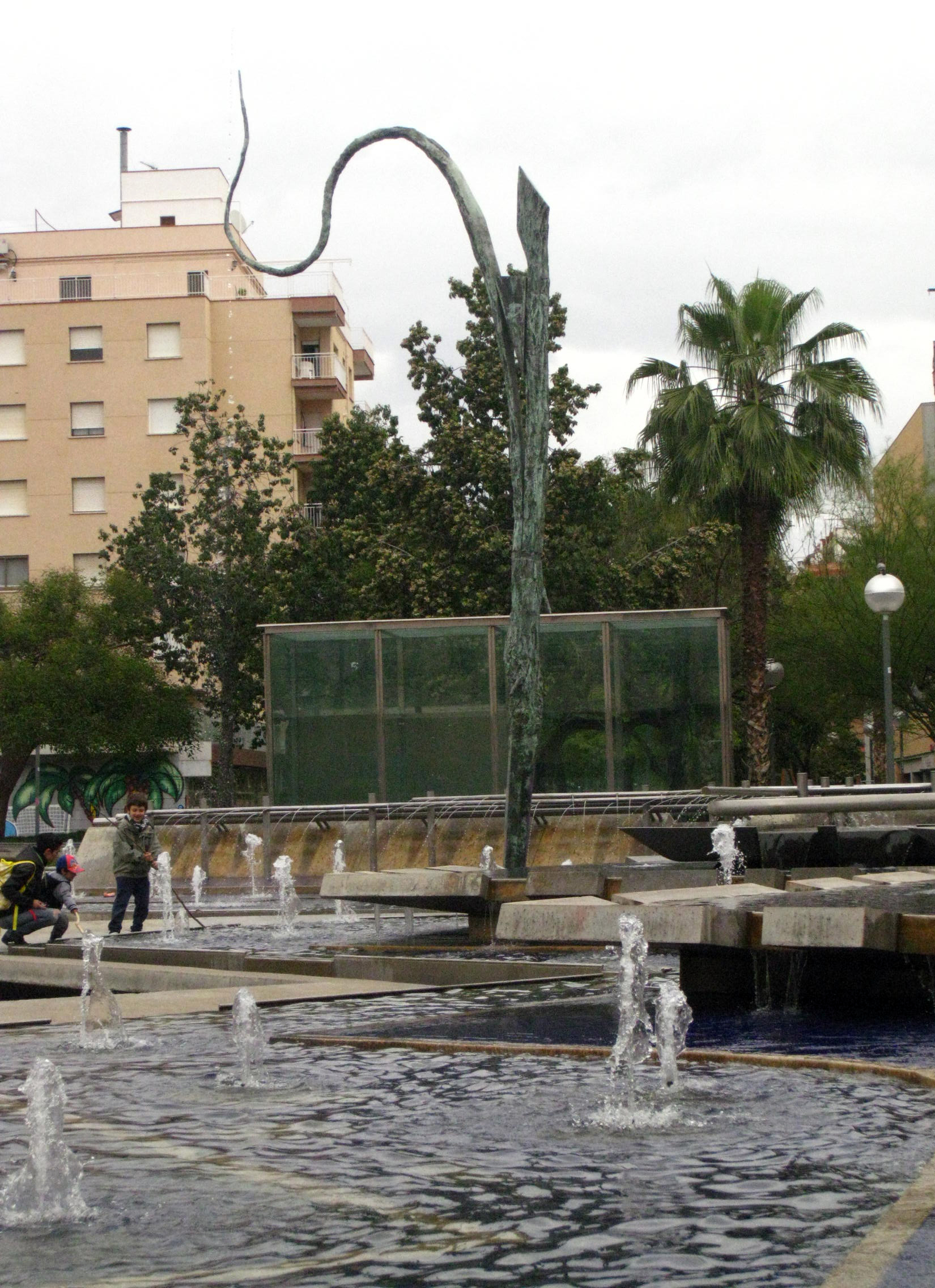
Font Mutant, Barcelone

## Publication
- (it) J. Corredor-Matheos et Enric Pladevall, Enric Pladevall. Escultures 1985-1988, Galleria Bagnai, 1989